# Tomas Maronesi
Tomas Maronesi (Santa Rosa de Viterbo, 7 aprile 1985) è un calciatore brasiliano naturalizzato hongkonghese, difensore del Central & Western e della nazionale hongkonghese.

## Carriera

### Club
Ha giocato nella massima serie hongkonghese.

### Nazionale
Naturalizzato hongkonghese, nel 2022 ha esordito in nazionale.